# Petrovice (Pardubice)
Petrovice é uma comuna checa localizada na região de Pardubice, distrito de Ústí nad Orlicí.